# Централен парк за култура и отдих „Горки“
Централният парк за култура и отдих „Горки“ (на руски: Центральный парк культуры и отдыха им. Горького, съкратено ЦПКиО им. Горького) в Москва, Русия носи името на известния руски и съветски писател Максим Горки. Той е най-старият парк за култура и отдих в Русия и вероятно в СССР.
Разположен е покрай Москва река, близо до центъра на града. Започва от пръстена от широки пътища, наречен „Градински пръстен“ (Садовое кольцо). Най-близките метростанции са „Октябърская“ и „Парк на културата“ (през Кримския мост) от Кръговата линия, както и трансферните им едноименни станции от съответните радиални линии.
Основан е през 1928 г. на мястото на Всесъюзната селскостопанска и занаятчийско-промишлена изложба от 1923 г. Заема територия от общо 1 кв. км, в която са обособени 2 части:
- Партерна част – от централния вход, и
- Нескучна градина (Нескучный сад), 59,3 хка – създадена във владение на императрица Екатерина II през 1756 г.

Главният архитект по изграждането на партерната част и оформлението на целия парк в края на 1920-те години е Константин Мелников. Участвали са също известните архитекти Владимир Шчуко – автор на централния вход, Александр Власов – централния фонтан (1930-те години), Исидор Француз – отделни части (1944 – 1945).
През лятото и есента на 2011 г. започва мащабен проект за реконструкция на парка. Демонтирани са около 100 атракциона и незаконни обекти, асфалтирани са 2 хил. кв. м платна, устроени са 1,9 хка тревни площи и цветни алеи. Монтирани са 50 маси за тенис, стойки за зареждане на лаптопи и мобилни телефони, открити са летен скейт парк, безплатен достъп до Wi-Fi, открит кинотеатър, зимна пързалка (15 хка). Почистени са Голицинското и Пионерското езеро, благоустроени са зоните около паметниците на културното наследство Фонтан с розариум, Беседка „800-летие на Москва“, Голицинска стена. На 27 септември 2012 г. е открита Народната обсерватория, след като е била закрита за посетители повече от 20 г.